# 前橋スナック銃乱射事件
前橋スナック銃乱射事件（まえばしすなっくじゅうらんしゃじけん）は2003年（平成15年）1月25日に群馬県前橋市三俣町の住宅街にあるスナックで発生した住吉会幸平一家Y会の暴力団組員による銃乱射事件である。
本事件は対立する元暴力団組長Aを標的に起こされ、一般市民3名を含む4名が死亡、Aを含む2名が重傷を負い、暴力団の抗争の巻き添えで一般市民複数名が死亡する初の事件となった。
本項ではこの抗争の最中であった2002年（平成14年）2月に、日本医科大学付属病院の集中治療室でY会幹部が銃殺された日医大事件についても記述する。

## 概要

### 発端と事件までの経過
発端は、2001年（平成13年）8月15日に東京都葛飾区の東京博善四ツ木斎場で行われていた住吉会住吉一家K会幹部の通夜において、稲川会大前田一家組員によるK会会長、及び同滝野川一家七代目総長が射殺された「四ツ木斎場事件」である。本来ヤクザ社会において不文律の中でもタブーとされる義理事での襲撃事件であり、稲川会は直系組長1名の引退・大前田一家の解散・銃撃犯に指示を出した大前田一家総長Bと系列組の組長Aの「絶縁処分」などにより住吉会との手打ちを成立させた。
ところが警察は稲川会本部にまで捜査は廻らず、さらには当の元大前田一家のAとBは地元群馬県前橋市で活動を続けた事から、Y会はこれに納得せず手打ち後もBとAを付け狙った。本事件は、その報復として住吉会幸平一家Y会により起こされた中での事件であった。
Y会は会長YOの指示のもと2002年（平成14年）2月から3月にかけて爆弾を仕掛けたり、拳銃を発砲するなどして大前田一家元総長B宅を襲撃するもいずれも失敗。その中、報復作戦の行動隊長であったY会幹部Cが警察に出頭する準備を進めていた事を察知し、2月24日に豊島区要町の路上で襲撃の上で銃撃、さらには翌25日に入院先の日本医科大附属病院のICUの窓を割り、Cに4、5発発砲し射殺した（日医大ICU事件）。YOらはこれら警備が厳重なBを標的とする事を諦め、「四ツ木斎場事件」において因縁のあった大前田一家ナンバー2であった元組長Aに変え襲撃を計画するも、2002年10月5日、Kらは群馬県内にあるアジトへ車で移動中に速度超過の別車両に追突されて横転・大破する事故に遭遇、現地の病院では詳細な検査を受けられず、東京の病院へ移送され、結果Kは鎖骨骨折および脳に影が映るほどの重傷を負った。
この事から、10月14日に重傷を負ったKを除きAの襲撃を行うも、Aの右肩に重傷を負わせた。また3月1日にはB宅に火炎瓶を投げ込んだ上でガソリン噴射器の使用を試みるも失敗。
11月ごろ、YOはAがキャバクラにいるところを襲撃しマシンガンで殺害することを計画したが、Aが現れなかったため失敗に終わり、2003年（平成15年）1月、YOはAの行きつけのスナックでの襲撃を計画する事となる。

### 事件発生
襲撃に際して実行役としてFとKが決まるが、犯行2日前にFとKの間にいさかいが生じたため、Fが実行役から外されYKが実行役を担うことになった。
1月25日午後11時25分ごろ、Aがスナックに入店したことを告げる電話をYOから受けたYKとKは店内に入ろうとしたがAのボディーガードに声をかけられたためKが発砲し、ボディーガードを射殺した。この間にYKは店内に入り、事前に受けた「店内はA元組長1人しかいない」という情報とは異なりAを含む8人の客がいる状況と、気温差でヘルメットのフェイスガードが結露により曇ってしまい、YKはAと誤認した男性客を射殺し、客の1人に重症を負わせた。この直後Aのボディーガードを射殺して店内に入ってきたKも同様に銃を乱射、1人を殺害し、流れ弾に当たったと思われる1人も死亡、Aは重傷を負った。KとYKは車で現場から逃走した。
1月29日、「自分が撃った」とY会幹部Fが出頭。供述に基づき拳銃一丁が発見された。2月8日に銃刀法違反容疑で逮捕されたFは「自分一人で撃った」と供述した後、2人組の目撃証言があったことを問われると「2人に命令してやらせた」と供述するなどあいまいな供述を繰り返し、実行犯の名前など事件の核心部分については供述しなかった。Fはその後物証が乏しく供述もあいまいだったことから2月26日に釈放された。

### その後の経過
7月8日、2002年3月1日に大前田一家元総長B宅に火炎瓶を投げガソリン噴射器で襲撃しようとした疑いで住吉会幸平一家Y会会長YOを逮捕。
7月14日、2002年3月の大前田一家総長宅の襲撃事件でY会幹部D（別件で公判中）を放火未遂容疑で再逮捕。
9月1日、C殺害容疑（日医大事件）でYO、D、E再逮捕。
10月、フィリピンに逃亡していたKが現地当局に不法滞在容疑で拘束され、Kは帰国後の12月に2002年10月のA銃撃事件に関わる盗品等有償譲り受け容疑で逮捕された。
2004年（平成16年）2月、スナック銃撃事件の現場近くに落ちていた眼鏡に付着していた皮脂のDNAが一致することを突きつけられた Kが本事件に関してYOの指示で実行したことを供述。同月17日に本事件に関する殺人と殺人未遂容疑でYOとKが再逮捕され、YKが指名手配された。
5月6日、指名手配されていたYKが鹿児島市内で確保され、殺人と銃刀法違反容疑などで逮捕された。

## 裁判

### 日医大事件（YO除く）
2004年（平成16年）10月29日、東京地方裁判所（細田啓介裁判長）は日医大事件で殺人などの罪に問われたEに対して求刑懲役18年に対して懲役16年を言い渡した。
2006年（平成18年）6月9日、東京地方裁判所（飯田喜信裁判長）は日医大事件で殺人の罪に問われたDに対して求刑通り無期懲役を言い渡した。その後Dの無期懲役が確定した

### 本事件
2005年（平成17年）3月28日、前橋地方裁判所（久我泰博裁判長）は本事件で殺人などの罪に問われたKに対し求刑通り死刑判決を言い渡した。弁護側はKが全面自供したことにより本事件の全容解明に繋がったとして自首による刑の減軽を求めたが、判決は「捜査機関に発覚する前に自発的になされたとは言えず自首は成立しない」とした。Kは判決を不服として控訴した。
2006年（平成18年）3月16日、Kの控訴審判決で東京高等裁判所（仙波厚裁判長）は一審の死刑判決を支持し、弁護側の控訴を棄却した。Kは即日上告した。
6月19日、前橋地裁（久我泰博裁判長）は本事件で殺人予備罪などに問われたFに対して求刑懲役20年に対して懲役15年を言い渡した
2007年（平成19年）12月10日、東京地裁（朝山芳史裁判長）は本事件と日医大事件で殺人罪などに問われたYOに対して求刑通り死刑を言い渡した。弁護側は実行役の証言を虚偽だとして無罪を主張したが、判決は実行犯の証言の信用性を認めた。その上で本事件について「店でいきなり拳銃十数発を乱射した一種の無差別テロ。巻き添えになった市民の無念は察するに余りある」と指摘した。
2008年（平成20年）1月21日、前橋地裁（久我泰博裁判長）は本事件で殺人罪などに問われていたYKに対して求刑通り死刑を言い渡した。
2009年（平成21年）7月10日、Kの上告審判決で最高裁判所第二小法廷（竹内行夫裁判長）は弁護側の上告を棄却し、Kの死刑判決が確定した。弁護側は「一般客がいると認識しておらず、被告の自白で全容が解明された」と死刑回避を求めたが、小法廷は「全容解明に協力した事情を考慮しても、死刑を是認せざるを得ない」と結論付けた。
2009年9月10日、YKの控訴審判決で東京高裁（長岡哲次裁判長）は一審の死刑判決を支持し、弁護側の控訴を棄却した。弁護側は即日上告した。
11月10日、YOの控訴審判決で東京高裁（山崎学裁判長）は一審の死刑判決を支持し弁護側の控訴を棄却した。高裁はYOを「実行行為こそ担当していないが具体的に支持した首謀者」と認定し、「暴力には暴力で対抗し相手を抹殺するという最も憎むべき犯行動機」と指摘した。
2013年（平成25年）6月7日、YKの上告審判決で最高裁判所第2小法廷（千葉勝美裁判長）は弁護側の上告を棄却し、YKの死刑判決が確定した。弁護側は「役割は非常に従属的で心の底から反省を深めている」と死刑回避を求めたが、小法廷は「冷酷・残虐な犯行で地域に与えた影響は計り知れず、事件で果たした役割は大きい。真摯な反省があるとも言い難い」と退けた。
2014年（平成26年）3月14日、YOの上告審判決で最高裁判所第2小法廷（鬼丸かおる裁判長）は弁護側の上告を棄却し、YOの死刑判決が確定した。
Kは獄中でキリスト教の洗礼を受け、便箋250枚に及ぶ手記を文春オンラインに送り、印税は被害者遺族に渡したいとしている。

## 民事訴訟
2006年（平成18年）11月22日、本事件の被害者のうちの1人の遺族がYO、K、YK、住吉会総裁、会長などを相手取り慰謝料など総額1億9760万円の損害賠償を求めて前橋地方裁判所に提訴した。前橋地裁（松丸伸一郎裁判長）は2007年（平成19年）4月27日、YO、YKに対して慰謝料など8219万円の支払いを命じた。YOらは民事裁判の口頭弁論に出廷することはなく、前橋地裁は原告の主張を全面的に認めたと判断した。

## YOの「余罪」告白・YOの死
YOは死刑確定後の2014年から2015年にかけて2件の殺人を告白する上申書を警視庁などに提出した。1件は1996年（平成8年）に住吉会系元幹部ら3人（いずれも2014年当時既に死亡）と共謀し神奈川県伊勢原市で不動産業の男性を殺害したというもので、もう1件は1998年（平成10年）に東京都豊島区の組事務所で不動産会社社長の男性を単独で殺害したというものだった。2人の遺体を遺棄したと認めた配下組員の証言などから白骨死体が発見されたため、YOは逮捕・起訴された。この裁判は死刑囚を裁く初の裁判員裁判となった。
だが、公判になるとYOは伊勢原市の事件については「被害者の名前すら知らない」と主張し、豊島区の事件では指示役だったとの主張に転じた上、被告人質問では一切の関与を否定した。YOの上申書以外に殺人の手がかりが少ない中、YOは上申書について「（告白した2事件で）逮捕されれば、過去の事件も再捜査してくれると思って、うそを書いた」と主張した。
2018年（平成30年）12月13日、東京地裁（楡井英夫裁判長）の裁判員裁判は無期懲役の求刑に対して無罪判決を言い渡した。判決では上申書について、伊勢原市の事件については「死刑確定後に約19年前の事件を突然告白しており、死刑執行の引き延ばしが目的」とされ「誰が殺害されたのかを知らない程度の関与しかしていなかったことをうかがわせる」ことを指摘し、豊島区の事件についても「執行の引き延ばしが目的」とされ「殺人の実行犯でなければ知りえない情報は全く含まれておらず、殺害状況に関する記載も具体性に乏しい」と指摘した。東京地検は控訴を断念し、YOのこの2件に関する無罪が確定した。
2020年（令和2年）1月26日、YOは東京拘置所内の居室で血を流し、意識のない状態で布団に横たわっているのを拘置所職員に発見され、その後死亡が確認された。自殺とみられている。